# Armigeres lepidocoxitus
Armigeres lepidocoxitus är en tvåvingeart som beskrevs av Dong, Zhou och Zhiming Dong 1995. Armigeres lepidocoxitus ingår i släktet Armigeres och familjen stickmyggor.
Artens utbredningsområde är Yunnan (Kina). Inga underarter finns listade i Catalogue of Life.